# Ciadoncha
Ciadoncha település Spanyolországban, Burgos tartományban.  Lakosainak száma 70 fő (2024).

## Népesség
A település népessége az utóbbi években az alábbiak szerint változott:
| Lakosok száma | 120  | 99   | 89   | 80   | 73   | 85   | 77   | 75   | 78   | 70   |
|               | 2001 | 2004 | 2006 | 2009 | 2011 | 2014 | 2016 | 2019 | 2021 | 2024 |